# Abu Szardżi
Abu Szardżi (arab. أبو شرجي) – wieś w Syrii, w muhafazie Idlib. W 2004 roku liczyła 507 mieszkańców.